# 库尔奇
库尔奇，是匈牙利费耶尔州所辖的一个村。总面积16.73平方公里，总人口2616，人口密度156.4人/平方公里（2011年1月1日）。